# Halisiphonia spongicola
Halisiphonia spongicola är en nässeldjursart som beskrevs av Ernst Haeckel 1889. Halisiphonia spongicola ingår i släktet Halisiphonia och familjen Hebellidae. Inga underarter finns listade i Catalogue of Life.